# Los cuatro gatos (Star Trek: La serie original)
«Los cuatro gatos» es el séptimo episodio de la segunda temporada de Star Trek: La serie original. En inglés el capítulo se llamó Catspaw que significa incauto que hace el trabajo sucio de un tercero.
Es el episodio número 36 en ser transmitido y el número 30 en ser producido. Fue transmitido por primera vez el 27 de octubre de 1967, y fue repetido el 24 de mayo de 1968. Fue escrito por Robert Bloch y dirigido por Joseph Pevney. Sus elementos de horror gótico se explican mejor dada la proximidad de la exhibición del episodio a Halloween.
En la versión Bluray publicada el 22 de septiembre de 2009 por la Paramount, ASIN: B002I9Z89Y, el título de este episodio en el audio en español es dado como La gata.
El escritor Robert Bloch basó su guion en forma muy libre en el relato corto Broomstick Ride (en castellano: Cabalgando la escoba).
Resumen: Dos poderosos extraterrestres amenazan las vidas de todos los tripulantes de la nave estelar Enterprise.

## Trama
En la fecha estelar 3018.2, la nave estelar USS Enterprise, bajo el mando del capitán James T. Kirk, explora el aparentemente sin vida planeta Pyris VII. Una partida de desembarco consistente en el jefe de ingenieros Montgomery Scott, el teniente Hikaru Sulu y el tripulante Jackson, fueron enviados a explorar la superficie del planeta. La nave pierde el contacto con Scott y Sulu; sin embargo, Jackson es teletransportado de regreso a la nave pero al llegar cae muerto. De su abierta boca, el cuerpo sin vida emite una escalofriante voz que le dice al capitán Kirk que el Enterprise está maldecido y que debe abandonar de inmediato el planeta o todos morirán. 
No deseando dejar a sus hombres abandonados, Kirk se teletransporta al planeta junto con el sr. Spock y el dr. Leonard McCoy para buscar a sus perdidos tripulantes, dejando al teniente DeSalle y a Chekov a cargo de la nave. Explorando el planeta cubierto por una espesa niebla, escanean buscando signos de vida, y logran captar algunas señales cercanas. Al caminar en esa dirección, la partida de desembarque se encuentra con tres apariciones que parecen ser brujas, quienes le advierten que no sigan más allá. La partida ignora la advertencia y llega a lo que parece ser un castillo medieval.
Una vez que ingresan en el castillo, la partida de desembarco se cruza con un gato negro que usa un collar con un hermoso pendiente de diamante, para luego continuar por un pasillo cubierto de telarañas. Siguiendo al gato, el piso colapsa bajo sus pies por efecto de una trampa instalada en el pasillo. Al caer todos quedan inconscientes. Cuando más tarde se recuperan, descubren que se encuentran aprisionados por grilletes contra la pared de un calabozo. Scotty y Sulu entran en el calabozo, pero parecen estar ausentes y su comportamiento es como si fueran zombies, controlados por una fuerza invisible. Los dos liberan a la partida de desembarco y los guían fuera del calabozo, sin embargo, Kirk, Spock y McCoy luchan contra ellos y tratan de quitarles los fásers.
La partida se encuentra teletransportada a otra parte del castillo donde se encuentran con un nuevo personaje llamado Korob, y un misterioso gato negro, a quien él parece consultar por consejos. Korob los invita a sentarse en una gran mesa de banquete. Spock le pregunta a Korob por qué exploraciones previas de Pyris VII no mostraron signos de vida en el planeta. Korob le responde que él no es nativo del planeta. Agita su adornado cetro y un gran banquete aparece sobre la mesa, delante de los sentados tripulantes, sin embargo éstos indican que no tienen hambre.
A continuación Korob transforma la comida en bellas piedras preciosas. Él ofrece las gemas a Kirk como pago, si deja inmediatamente Pyris VII y nunca regresa. Kirk declara que las gemas no tienen valor para él, dado que tiene los medios tecnológicos para fabricar sus propias piedras en el Enterprise si lo quisiera. Pide que sus tripulantes sean liberados primero y luego que les explique qué está sucediendo.
El gato de Korob deja la habitación y aparece una bella compañera de Korob, que se identifica como Sylvia. Ella lleva un collar de pendiente idéntico al que llevaba el gato alrededor de su cuello. A continuación Kirk lograr arrebatarle al sr. Scott un fáser y le apunta a Korob pidiendo la liberación de Scott y Sulu. Sylvia hace aparecer una cadena de plata, y colgando de ésta una miniatura del Enterprise. Ella sostiene a la nave sobre la llama de una vela, y como si fuera un muñeco vudú, la tripulación del Enterprise real comienza a sufrir un rápido aumento en la temperatura del casco. Kirk a regañadientes se rinde y ofrece cooperar.
No deseando ninguna interferencia del Enterprise, Korob coloca el modelo vudú de la nave en un cubo de cristal, a lo que los sensores a bordo del Enterprise real lo muestran rodeado por un campo de fuerza impenetrable. Kirk y Spock son llevados de regreso al calabozo, y McCoy es convertido en un zombi, tal como Scott y Sulu. Mientras tanto Sylvia se burla de Korob ya que éste no usa sus poderes para jugar con los especímenes humanos. Korob reprende a Sylvia por abusar de sus poderes.
Sylvia se interesa por Kirk y decide aprender más acerca de las experiencias y sentimientos humanos. Kirk finge un interés romántico, prometiendo cumplir sus deseos y ser su leal sirviente. Ella responde cambiando su apariencia en tres diferentes pero atractivas formas para probar sus emociones. Kirk trata sutilmente de extraer información acerca de ella mientras la adula. Logra enterarse de que Sylvia y su socio Korob son exploradores de otra galaxia. Adquieren sus increíbles poderes de un dispositivo llamado transmutador, lo que les da control sobre la materia. Pero Sylvia se da cuenta de que Kirk la está usando, se enoja y envía a Kirk de regreso al calabozo.
Más tarde Korob llega a liberar a Kirk y a Spock, diciéndoles: He liberado el modelo de su nave del cristal, aunque ellos se hubieran liberado por sí mismos dentro de poco. Urge a Kirk y a Spock para que se vayan de inmediato, ya que él no puede controlar más a Sylvia. Sylvia descubre las acciones de Korob y se convierte en una gata gigante y lo ataca. Korob suelta su cetro y Kirk lo recoge, suponiendo que es el transmutador. Kirk y Spock logran rechazar los ataques de los tripulantes convertidos en zombis. Cuando la gata gigante amenaza a Kirk y a Spock, Kirk le advierte: Sylvia, yo tengo el transmutador, es mío ahora. Sylvia se convierte nuevamente en una mujer e intenta seducir a Kirk. Spock le advierte a Kirk que no le deje tocar el cetro. Frustrada, Sylvia transporta a Kirk y a ella misma lejos de la interferencia de Spock. Allí trata de quitarle el cetro a Kirk mediante engaños. Cuando eso falla, ella lo amenaza con un fáser, pero Kirk destruye el transmutador justo delante de ella.
Instantáneamente todo desaparece, incluyendo todo el castillo, y Sulu, Scott y McCoy vuelven a la normalidad. Mirando hacia una roca cercana, Kirk ve a dos pequeñas criaturas cuyo aspecto recuerda a insectos hoja de color azul y amarillo, la verdadera forma física de Korob y Sylvia. Incapaces de sobrevivir sin su transmutador, rápidamente las dos criaturas mueren y se desintegran.

## Remasterización del aniversario de los 40 años
Este episodio fue remasterizado en el año 2006 y fue transmitido el 26 de octubre de 2006 como parte de la remasterización de la serie original. Fue precedido una semana antes por Arena y seguido una semana después por Los tribbles y sus tribulaciones. Además del audio y video remasterizado, y todas las animaciones de la USS Enterprise realizadas por CGI que es el estándar de todas las revisiones, los cambios específicos para este episodio son:
- El planeta aparece más realista.
- Cuando la partida de desembarque encuentra el castillo, un fondo de escenografía más realista fue agregado, incluyendo mejoras para hacer aparecer el cielo del planeta más real.
- El efecto original, mostrando la apertura de la puerta del castillo y el foso rodeado por niebla, es mantenido como parte de una vista completa de todo el castillo.
- Todos los efectos del transmutardor originales fueron suavizados y mejorados con un efecto de descarga de energía.
- A las marionetas que representaban a los extraterrestres se les removió los hilos de control.